# Manuela Díez Jiménez
Manuela Díez Jiménez (1786, Santa Cruz de El Seibo, República Dominicana - 1858), una mujer que colaboró en el nacimiento de la independencia dominicana, a través de la Sociedad Secreta la Trinitaria, fue la madre de Juan Pablo Duarte, Padre de la Patria y fundador de la República Dominicana.
Ella jugó un gran papel político en los sucesos que condujeron a la proclamación de la República en 1844.

## Biografía
Manuela Díez Jiménez nació el 26 de junio de 1786, en El Seibo, República Dominicana.
Díez Jiménez era la hija de Antonio Díez, un emigrante natural de Osorno, villa en la provincia de Palencia, España y Rufina Jiménez Benítez, oriunda de Santa Cruz de El Seibo, República Dominicana. Tuvo tres hermanos: Antonio, Mariano y José Acupérnico.
Manuela Díez Jiménez se casó con el comerciante español Juan José Duarte en 1800, con quien procreó varios hijos e hijas. Estos fueron:
- Vicente Celestino (1802-1865).[3]
- María Josefa (1810-1876)
- Manuel (1811-1811)
- Juan Pablo (1813-1876), Padre de la Patria.[4]
- Ana María (1814-1816)
- Manuel (1816-1818)
- Filomena (1818-1865)
- Rosa Protomártir (1820-1888)
- Juana Bautista (1824-1843)
- Manuel Amáralos María (1826-1890)
- María Francisca (1831-1889)
- Amara Duarte (1831-1889)

Emigró a Mayagüez, Puerto Rico, en 1801, a causa de la invasión de Toussaint Louverture, y regresaron al país en 1809, cuando Santo Domingo volvió a ser colonia española. Apoyó el nacimiento de la sociedad secreta la Trinitaria, escondiendo a sus miembros y permitiendo reuniones en su casa, lo que la convirtió en una importante aliada en el proyecto independentista, jugando un gran papel político en los sucesos que condujeron a la proclamación de la República en 1844. Padeció persecución y allanamiento por su clara simpatía a la labores políticas de sus hijos. El 3 de marzo de 1845, Diez Jiménez fue expulsada del país por el gobierno haitiano, debido a sus ideales independentistas, junto a toda su familia, con destino a la Guaira, donde llegó el 25 de ese mes y año, y permaneció ahí hasta el 6 de abril, trasladándose a Caracas, Venezuela.
Diez Jiménez, a solicitud de su hijo, Juan Pablo Duarte, y en común acuerdo con sus hijas,  puso al servicio de la causa nacionalista los bienes familia, recién heredados del esposo muerto en 1843, para la compra de armas y materiales necesarios.
Murió el 31 de diciembre de 1858, en Caracas, Venezuela.
En Santo Domingo hay una calle que lleva el nombre de Manuela Díez Jiménez. Se extiende desde la Albert Thomas, en el barrio capitaleño de María Auxiliadora, hasta la Hermanos Pinzón, en Villa Consuelo. Probablemente el único homenaje que ha recibido la progenitora del Padre de la Patria. Además de otras pequeñas calles de menor importancia, como en el sector de Los Frailes II en Santo Domingo Este. También algunas escuelas en varios puntos de República Dominicana.